# Ed Speleers
Ed Speleers (Edward John Speleers, Chichester, 7 de abril de 1988) é um ator inglês. Ficou conhecido por ter interpretado o personagem-título de Eragon, baseado no livro homônimo de Christopher Paolini. É vencedor de um Emmy Award, pela série de TV britânica Downton Abbey. Speleers também conta com indicações em premiações como, National Television Awards, Saturn Award e o aclamado Golden Globe.

## Biografia
Speleers nasceu no Hospital St. Richard, Chichester, West Sussex. Seus pais se divorciaram quando ele tinha três anos. Sua mãe, Gill, mora na Espanha; seu pai, John, é consultor financeiro e mora em Londres. Ele tem dois meio-irmãos mais velhos. Em 2006, ele deixou o Eastbourne College para interpretar Eragon. Antes de estrelar o filme Eragon, já havia feito testes para uma série de papéis, como o de Pedro Pevensie em The Chronicles of Narnia: The Lion, the Witch and the Wardrobe - que perdeu para William Moseley. Para Eragon, derrotou cerca de 180.000 candidatos.

## Carreira

### Atuando
Antes de Eragon, Speleers apareceu em produções escolares, como Sonho de uma Noite de Verão, quando ele tinha 10 anos, Peter Pan, Um Bonde Chamado Desejo, Ricardo III e Hamlet. Enquanto no Eastbourne College, Speleers escreveu uma peça, Retribution, com seu amigo Rob Curran, que investigou os temas de abuso infantil e pedofilia. Speleers também atuou em um curta-metragem de Charlie Bleakley, chamado Metropolis.
Ele então conseguiu o papel principal da versão cinematográfica da 20th Century Fox de Eragon em 2006. Em 2008, ele apareceu na série de horário nobre britânico Echo Beach como Jimmy Penwarden. Em 2010, Speleers desempenhou o papel de Jason Grint no filme de fantasia e aventura, Witchville, feito para televisão baseado em feitiçaria em um período de tempo feudal medieval.
Em meados de 2010, Speleers foi escalado como um dos papéis principais no thriller britânico A Lonely Place to Die, dirigido por Julian Gilbey, um longa-metragem estrelado por Melissa George, Sean Harris e Eamonn Walker, lançado em setembro de 2011 na Grã-Bretanha. Ele já atuou em alguns curtas-metragens Deathless como John Ray, The Ride como Student e Turncoat como Nathan Reece.
Em 2012, Speleers fez parte da comédia de terror Love Bite, no papel principal de Jamie, com Jessica Szohr e Timothy Spall, produção essa, que foi bem conceituada pelos críticos, quanto ao elenco, produção e roteiro. Ele também foi escalado para o filme Um Homem Morto em Deptford, baseado no romance de mesmo nome de Anthony Burgess, e na série ganhadora do prêmio Globo de Ouro Downton Abbey, onde ele desempenhou o papel regular de Jimmy Kent.
Ele teve um papel de protagonista como Sam no filme de suspense Plastic, escrito e dirigido por Julian Gilbey para a Gateway Films. A produção foi filmada na Grã-Bretanha, Miami e Brunei a partir de janeiro de 2013. Em 12 de março de 2014, foi relatado que Speleers estava entre os cinco atores considerados para um papel principal em Star Wars: The Force Awakens, mas o papel nunca foi confirmado. 
Em 2015, Speleers desempenhou o papel de Edward Seymour na minissérie histórica de drama Wolf Hall. Ele teve um papel principal no filme de terror Howl como um jovem e insatisfeito coletor de passagens. Seu personagem, Joe, está supervisionando o último trem de Londres em uma noite escura e tempestuosa, quando o trem é surpreendido por um ataque de lobisomens. Ele estrelou no show da BBC One, Partners in Crime, onde interpretou o papel de Carl Denim. Ele fez o papel de Greg no filme britânico Remainder, dirigido por Omer Fast. 
Em 2016, ele desempenhou o papel de Slean na série de televisão drama épico britânico da ITV, Beowulf: Return to the Shieldlands. Ele teve um papel coadjuvante no filme de aventura de fantasia Alice Through the Looking Glass, dirigido por James Bobin. No ano seguinte estrela o filme de romance biográfico Breathe, ao lado de Andrew Garfield. 
Em 2018, Ed Speleers foi confirmado na conceituada série de época, de TV britânica, Outlander, onde vive seu primeiro grande vilão Stephen Bonnet, um pirata irlandês. A série é escrita por Ron Moore (Battlestar Galactica) com base nos livros de fantasia e aventura de Diana Gabaldon. Em fevereiro de 2018, o portal britânico Screen Daily, confirmou a produção do longa, Zoo. O filme de humor-negro, estrelado por Speleers e produzido por Alexander Brondsted, narra o difícil processo de conciliação de um casal em crise, durante uma pandemia de zumbis. Em 21 de agosto de 2018, Speleers estreou a peça teatral Rain Man, vivendo o personagem ambicioso, Charlie Babbitt. A peça é baseada no filme de mesmo nome, produzido pela MGM, e rendeu à Speleers um tour pelo Reino Unido.

## Vida pessoal
Speleers mora em Londres, Inglaterra. É casado com Asia Macey, com quem tem um filho, nascido em janeiro de 2015. Em maio de 2018, o portal britânico Daily Mail, confirmou que o casal estaria esperando seu segundo bebê.

## Filmografia

### Cinema
| Ano  | Título                          | Papel            | Nota         |
| ---- | ------------------------------- | ---------------- | ------------ |
| 2006 | Eragon                          | Eragon           |              |
| 2010 | Witchville                      | Jason Grint      | Telefilme    |
| 2011 | A Lonely Place to Die           | Ed               |              |
| 2011 | Love Bite                       | Jamie            |              |
| 2014 | Plastic                         | Sam              |              |
| 2015 | Howl                            | Joe              |              |
| 2015 | Remainder                       | Greg             |              |
| 2016 | Alice Through the Looking Glass | James Harcourt   |              |
| 2017 | Breathe                         | Colin Campbell   |              |
| 2018 | The House That Jack Built       | Autoridade Civil | Pós-produtor |

### Televisão
| Ano     | Título                             | Papel            | Nota                                |
| ------- | ---------------------------------- | ---------------- | ----------------------------------- |
| 2008    | Moving Wallpaper                   | Ed Speleers      | Não creditado                       |
| 2008    | Moving Wallpaper: The Mole         | Ed Speleers      | Curta; Não creditado                |
| 2008    | Echo Beach                         | Jimmy Penwarden  | Elenco principal                    |
| 2009    | Shirasu Jirô                       | Robin Cecil Byng | Episódio 1                          |
| 2012–14 | Downton Abbey                      | Jimmy Kent       | 17 episódios                        |
| 2015    | Wolf Hall                          | Eduardo Seymour  | Episódios 3–6                       |
| 2015    | Partners in Crime                  | Carl Denim       | Episódios 4–6                       |
| 2016    | Beowulf: Return to the Shieldlands | Slean            | Elenco principal                    |
| 2018    | Outlander                          | Stephen Bonnet   | 4º Temporada (13 episódios)         |
| 2023    | You                                | Rhys Montrose    | 4.ª temporada (10 episódios)        |
| 2023    | Star Trek: Picard                  | Jack Crusher     | 3.ª temporada (10 episódios)        |
| 2024    | Bring the Drama                    | ele mesmo        | Episódio 1.5                        |
| 2024    | The Famous Five                    | Sr. Roland       | Episódio:"Peril on the Night Train" |

### Videogames
| Ano  | Título        | Papel          | Nota |
| ---- | ------------- | -------------- | ---- |
| 2006 | Eragon        | Eragon         | Voz  |
| 2016 | Battlefield 1 | Daniel Edwards | Voz  |

## Prêmios e indicações
| Ano  | Premiação      | Categoria                         | Trabalho      | Resultado |
| ---- | -------------- | --------------------------------- | ------------- | --------- |
| 2007 | Prêmio Saturno | Melhor Ator Jovem                 | Eragon        | Indicado  |
| 2012 | Gonden Globe   | Melhor Minissérie ou Telefilme    | Downton Abbey | Venceu    |
| 2014 | Emmy Award     | Melhor Elenco de Série de Comédia | Downton Abbey | Venceu    |